# OpenSUSE
openSUSE is een opensource besturingssysteem gebaseerd op Linux. De ontwikkeling liep in eerste instantie gelĳk met (doch sneller dan) het commerciële SUSE Linux Enterprise (SLE), maar sinds 2018 staat openSUSE los van SLE. Wel worden beide ontwikkeld met geld van eigenaar EQT Partners. openSUSE is beschikbaar als rolling release (Tumbleweed), reguliere uitgave (Leap), combinatie van de twee (Slowroll) en serverversie.

## Zelfstandigheid
Op 15 maart 2019 nam EQT Partners SUSE en openSUSE over van Novell/Attachmate. Op 18 augustus 2023 maakte EQT bekend SUSE weer van de beurs te halen.

## Architectuur
Afhankelijk van de hardware moet een versie worden gekozen.
- openSUSE Tumbleweed[4]
  - x86_64 (Intel of AMD 64-bit)
  - aarch64 (Arm 64-bits)
  - s390x (IBM zSystems en LinuxONE)
  - ppc64le (PowerPC little-endian)
  - ppc64 (PowerPC big-endian)
  - i686 (Intel or AMD 32-bit)
- openSUSE Leap[5]
  - x86_64 (Intel of AMD 64-bit)
  - aarch64 (Arm 64-bits)
  - s390x (IBM zSystems en LinuxONE)
  - ppc64le (PowerPC little-endian)

## Uitvoeringen
openSUSE is gratis te downloaden in twee verschillende uitvoeringen: de ene variant is het offline-image (3 tot 4,5 GB) en de andere variant is het netwerkimage (150 tot 250 MB). Tijdens de installatie kan worden gekozen voor GNOME, KDE Plasma, Xfce of server als werkomgeving.

### openSUSE Leap
Dit is de reguliere uitgave van openSUSE. Deze uitgave wordt gezien als stabieler dan Tumbleweed, doordat de softwareversies gelĳk blĳven.

### openSUSE Tumbleweed
Tumbleweed is de rolling release-uitgave van openSUSE. Deze uitgave wordt gezien als minder stabiel dan Leap, maar beschikt wel over de recentste softwareversies, die zo snel mogelijk worden uitgerold.

### openSUSE Slowroll
Slowroll is een compromis tussen Leap en Tumbleweed. De uitgave wordt voorzien van recentere softwareversies dan Leap, maar krijgt ze slechts een a twee keer per maand (met uitzondering van beveiligingsupdates). In juni 2024 zou Leap vervangen worden door Slowroll, hoewel openSUSE in januari 2024 toch een nieuwe versie van Leap aankondigde.

## Versiegeschiedenis (selectie)
| Naam                | Versie           | Codenaam        | Uitgavedatum     | Status            |
| ------------------- | ---------------- | --------------- | ---------------- | ----------------- |
| SUSE Linux          | 10.0             | Prague          | 6 oktober 2005   | Oude versie       |
| openSUSE            | 10.2             | Basilisk Lizard | 7 december 2006  | Oude versie       |
| openSUSE            | 11.2             | Emerald         | 12 november 2009 | Oude versie       |
| openSUSE            | 12.1             | Asparagus       | 16 november 2011 | Oude versie       |
| openSUSE            | 13.1             | Bottle          | 19 november 2013 | Oude versie       |
| openSUSE            | 13.2             | Harlequin       | 4 november 2014  | Oude versie       |
| openSUSE Leap       | 42.1             | Malachite       | 4 november 2015  | Oude versie       |
| openSUSE Leap       | 42.3             |                 | 26 juli 2017     | Oude versie       |
| openSUSE Leap       | 15.0             |                 | 25 mei 2018      | Oude versie       |
| openSUSE Leap       | 15.1             |                 | 22 mei 2019      | Oude versie       |
| openSUSE Leap       | 15.2             |                 | 2 juli 2020      | Oude versie       |
| openSUSE Leap       | 15.3             |                 | 2 juni 2021      | Oude versie       |
| openSUSE Leap       | 15.4             |                 | 8 juni 2022      | Huidige versie    |
| openSUSE Leap       | 15.5 Alpha       |                 | december 2022    | Voorlopige versie |
| openSUSE Tumbleweed | Rollende uitgave |                 | Doorlopend       | Huidige versie    |